# Sotnattskärra
Sotnattskärra (Nyctipolus nigrescens) är en fågel i familjen nattskärror.

## Utseende och läte
Sotnattskärran är en rätt liten och mörk nattskärra. Fjäderdräkten är intrikat tecknad i mörkbrunt och grått, utan tydligt halsband (även om den ibland kan uppvisa en liten vit fläck på halssidan). Hanen har små vita hörn på stjärten. Lätet som hörs i skymning och gryning är ett strävt "peer!" eller ett "pip".

## Utbredning och systematik
Fågelns utbredningsområde sträcker sig från östra Colombia till södra Venezuela, Guyana, Bolivia och Brasilien. Den behandlas som monotypisk, det vill säga att den inte delas in i några underarter.

## Släktestillhörighet
Sotnattskärran placerades de i det stora släktet Caprimulgus, men DNA-studier visar att den liksom närbesläktade pygménattskärran är närmare släkt med nattskärrorna i bland annat Hydropsalis och Nyctidromus.

## Levnadssätt
Sotnattskärra hittas i låglänta områden och förberg, nästan alltid vid ett skred eller i en stenig sluttning i skogsbryn eller på hyggen. Den ses enstaka eller i par.

## Status
Arten har ett stort utbredningsområde och beståndet anses vara stabilt. Internationella naturvårdsunionen IUCN listar den därför som livskraftig (LC).